# Indasclera petri
Indasclera petri es una especie de coleóptero de la familia Oedemeridae.

## Distribución geográfica
Habita en Megalaya (India).